# ماري تيشمان
ماري تيشمان (بالإنجليزية: Mare Teichmann)‏ (ولدت في 1 مارس 1945) هي عالمة نفس وأكاديمية إستونية.

## نُبذة
ولدت ماري تيشمان في 1 مارس 1945 في تالين. وهي حاصلة على درجة الدكتوراه في علم النفس من معهد بهتيريف في لينينغراد، سانت بطرسبرغ حاليًا. وهي أستاذة ورئيسة علم النفس في جامعة تالين للتكنولوجيا. عضو في العديد من المجالس، لا سيما في الإدارة الذاتية الأكاديمية لمنطقتها الخاصة من العمل وعلم النفس التنظيمي، وتشمل مناصبها الحالية عضوية في مجلس جودة الحياة التابع لمنظمة الصحة العالمية، ورئيسة مركز جودة الحياة الإستوني التابع لمنظمة الصحة العالمية، وإستونيا.

## وصلات خارجية
- European Network of Work & Organizational Psychologists
- Collaborative International Study of Managerial Stress (CISMS)
- Dream